# Reclinatorio

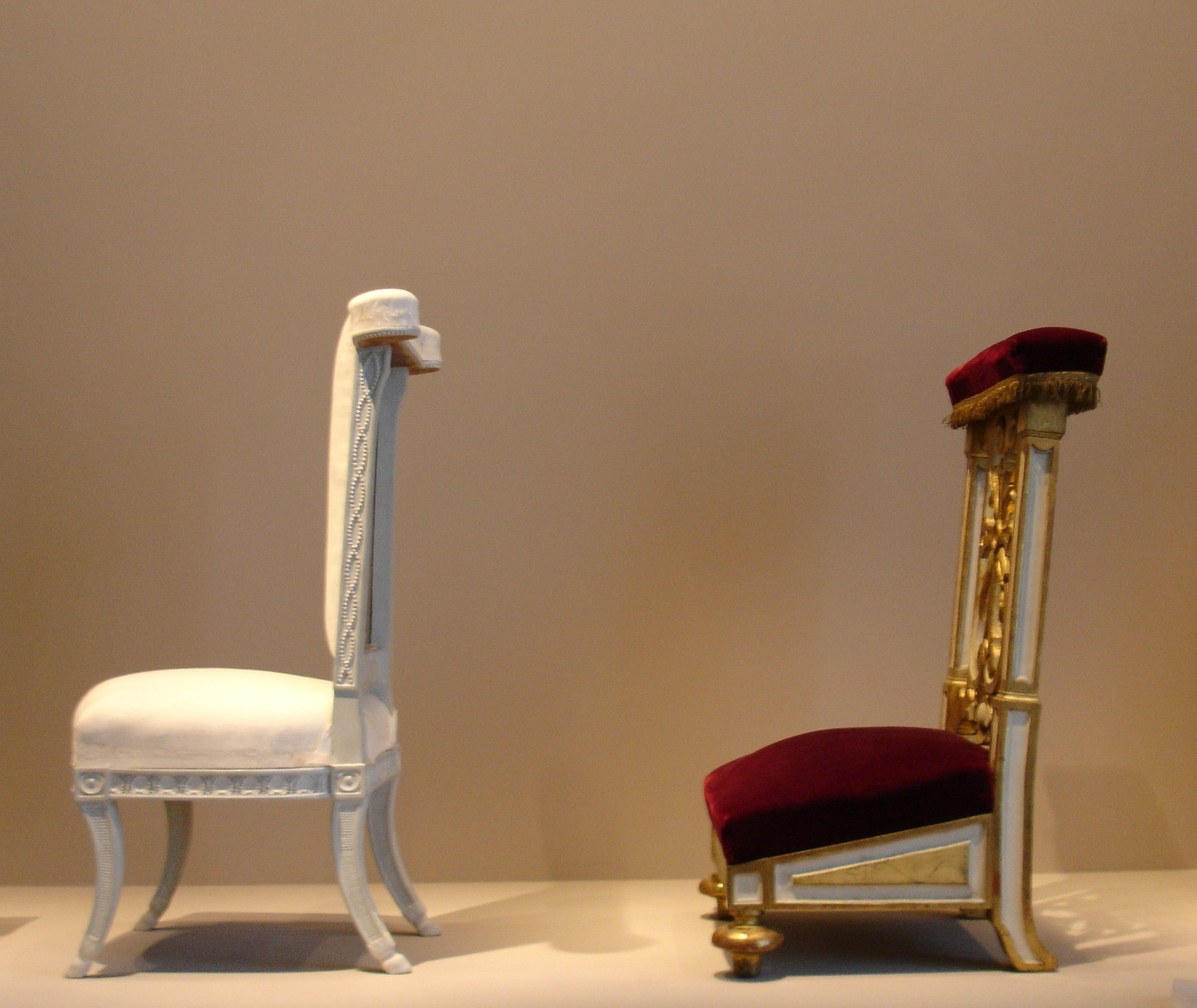
Reclinatorios

El reclinatorio es un tipo de mueble de rezo previsto sobre todo para el uso privado, pero que se encuentra a menudo en iglesias de Europa. 
Es una especie de asiento pequeño y bajo de madera ornamental equipado con un pasamanos para apoyarse y una pieza acolchada sobre la que arrodillarse. Los reclinatorios más modestos tienen una base de anea cubierta por un cojín y el apoyabrazos, de madera. Los más ricos tienen tanto la parte inferior como la superior acolchada y tapizada de terciopelo. Algunos tienen la función de sillas que se transforman en reclinatorios plegando el sillín. 
Parece haber recibido su actual nombre después del siglo XVI. 